# Ирвингтон (Кентаки)
Ирвингтон (енгл. Irvington) град је у америчкој савезној држави Кентаки.

## Демографија
По попису из 2010. године број становника је 1.181, што је 76 (-6,0%) становника мање него 2000. године.
| Група             | 2000.         | 2010.         |
| Белци             | 1.050 (83,5%) | 1.040 (88,1%) |
| Афроамериканци    | 181 (14,4%)   | 89 (7,5%)     |
| Азијати           | 4 (0,3%)      | 4 (0,3%)      |
| Хиспаноамериканци | 13 (1,0%)     | 18 (1,5%)     |
| Укупно            | 1.257         | 1.181         |